# Medford (Maine)
Medford es un municipio situado en el condado de Piscataquis, Maine, Estados Unidos. Tiene una población estimada, a mediados de 2022, de 241 habitantes.

## Geografía
La localidad está ubicada en las coordenadas 45°17′13″N 68°53′42″O / 45.28694, -68.89500 (45.286832, -68.895109). Según la Oficina del Censo,tiene una superficie total de 111.79 km², de los cuales 109.59 km² corresponden a tierra firme y 2.20 km² están cubiertos de agua.

## Demografía
Según el censo de 2020, en ese momento había 230 personas residiendo en la localidad. La densidad de población era de 2.1 hab./km². El 92.61% de los habitantes eran blancos, el 0.43% era afroamericano, el 1.74% eran amerindios, el 0.87% eran asiáticos y el 4.35% eran de una mezcla de razas. Del total de la población, el 0.43% era hispano o latino.